# Erik Meijer
Erik Meijer (Curaçao; 18 de abril de 1963) es un emprendedor y científico de la computación holandés. Desde el año 2000 hasta principios del 2013 fue arquitecto de software  en Microsoft dónde encabezó el equipo de Cloud Programmability. Luego, en 2013, fundó Applied Duality Inc. Previamente fue profesor asociado de la Universidad de Utrecht. Recibió su Ph.D. por la Universidad Nijmegen en 1992.
Las áreas de investigación de Meijer incluyen la programación funcional 
(particularmente Haskell) la implementación de compiladores, técnicas de análisis sintáctico, diseño de lenguajes de programación, XML, e interfaces de funciones foráneas.
Su trabajo en Microsoft incluyó C#, Visual Basic, LINQ, Volta, y el entorno de programación Reactive (Reactive Extensions) para .NET.
En 2009 recibió el Premio Microsoft al Liderazgo Técnico Excepcional y en 2007 el Premio al Logro Técnico Excepcional como miembro del equipo de C#.
Meijer vivió en el Antillas Neerlandesas hasta los 14 años, cuándo su padre se retiró de su trabajo y la familia se mudó de vuelta a los Países Bajos.
En 2011 Erik Meijer fue nombrado profesor a tiempo parcial de Programación en la Nube dentro del Grupo de Investigación en Ingeniería de Software de la Universidad Técnica de Delft. Es también miembro del consejo editorial del ACM Queue. Desde 2013 es Profesor Honorífico de Diseño de Lenguajes de Programación en la Laboratorio de Programación Funcional de la Universidad de Nottingham, asociado al.
A principios de 2013 Erik Meijer abandonó Microsoft para fundar Applied Duality Incorporated.
Enseña un curso en la plataforma de cursos en línea masivos Coursera llamado Fundamentos de la Programación Reactiva, y un curso en edX llamado Introducción a la Programación Funcional.